# Rogue (film)
Rogue is een Australische thriller/horrorfilm uit 2007 onder regie van Greg Mclean, die het scenario zelf schreef. Hij baseerde het verhaal op de waargebeurde geschiedenis rond de meer dan vijf meter lange krokodil Sweetheart, die eind jaren zeventig verschillende boten en andere vaartuigen in Australië aanviel.

## Verhaal
Pete McKell is een Amerikaanse reisjournalist die voor een opdracht naar Australië vliegt. Daar stapt hij aan boord van de rondvaartboot van reisleidster Kate Ryan. Zij verzorgt informatieve tochtjes over een rivier waarin toeristen krokodillen in het wild kunnen bekijken. Ze legt hen uit dat zolang iedereen zijn ledematen binnen de boot houdt, er in principe geen enkel gevaar is, omdat krokodillen geen dingen aanvallen die groter dan hen zijn. De enige gebeurtenis die in eerste instantie enige opschudding op de rondvaartboot veroorzaakt, is wanneer de lokale bewoners Neil Kelly en Collin de toeristen met hun speedboot komen sarren.
Aan het einde van de rondvaart maakt Ryan aanstalten om terug te varen, wanneer een van de opvarenden een lichtkogel in de lucht ziet die vanuit een zijtak van de rivier komt. Omdat er iemand in nood kan zijn, moet Ryan hierop reageren, ondanks protesten van een paar van de opvarenden. Het enige wat ze ter plekke aantreffen is een al voor 90% gezonken bootje. Daarop krijgt de boot een beuk waardoor die bijna omslaat en er een flink lek ontstaat. Ryan kan nog net naar een eilandje varen, voordat het vaartuig zo ver onder water staat dat gebruik onmogelijk wordt. Dan ziet het gezelschap wat hun boot - en het gezonken bootje - geramd heeft. Een enorme krokodil steekt zijn kop boven water en duldt duidelijk de indringers niet in zijn territorium.
Hoewel de groep mensen in eerste instantie veilig lijkt op het eilandje om daar op hulp te wachten, blijkt het stukje land vrijwel volledig onder te gaan wanneer het getij opkomt. Voordat het zover is, moet het gezelschap zorgen dat het buiten bereik van de krokodil komt, alleen lijkt er geen veilige manier om dit te bewerkstelligen.

## Rolverdeling
- Radha Mitchell: Kate Ryan
- Michael Vartan: Pete McKell
- Sam Worthington: Neil Kelly
- Carolin Brazier: Mary Ellen
- Stephen Curry: Simon
- Celia Ireland: Gwen
- John Jarratt: Russell
- Heather Mitchell: Elizabeth
- Geoff Morrell: Allen
- Damian Richardson: Collin
- Robert Taylor: Everett Kennedy
- Mia Wasikowska: Sherry
- Barry Otto: Merv